# 詹蒂恩 (密歇根州)
詹蒂恩是位於美國密歇根州馬凱特縣桑茲鎮區的一個非建制地區。此地得名自當地常見的扁蕾屬（Gentianopsis）。

## 地理
詹蒂恩所處的海拔為高於海平面379米（即1243英呎），而該地所採用的時區為UTC-5，即北美东部時區（EST）。同時該地設有夏令時間，為UTC-5調快一小時，即UTC-4（EDT）。